# 韦兹莱隐修院
韦兹莱隐修院（现已升为宗座圣殿，称韦兹莱的“聖玛利亚·玛达肋纳圣殿”，法语:Basilique Sainte-Marie-Madeleine de Vézelay）是一座位于法国勃艮第大区约讷省南部韦兹莱的本笃会隐修院。始建于1096年。据称聖玛利亚·玛达肋纳就安葬于此。1146年，在教宗的授意下，圣伯尔纳铎在此为参加第二次十字军东征的信徒进行了布道。韦兹莱隐修院最著名的地方是其勃艮第罗马式的雕刻。
韦兹莱隐修院曾為西歐重要的天主教朝聖地，是法國勃艮第地區羅馬式建築的偉大傑作之一，並在1979年10月26日以「韦兹莱教堂和山丘」名義被聯合國教科文組織列入世界文化遺產。

## 歷史
韦兹莱隐修院的歷史相當複雜，其佇立的土地過去曾是晚期一間羅馬別墅的所在地，當這座別墅落入加洛林王朝的手中後則並移交給了來自魯西永的加洛林伯爵吉拉爾·德·魯西永（Girart de Roussillon）。9 世紀，修道院在指導下進行重建，也成為克呂尼改革後本篤會的附屬機構，此外維澤萊作為通往聖地亞哥-德孔波斯特拉朝聖的聖雅各之路四條路線的匯合點之一，並吸引教徒到訪於此。
1050 年，韦兹莱隐修院的僧侶開始聲稱發現聖玛利亚·玛达肋纳的遺物，他們稱這些遺物是由9 世紀的創始聖人巴迪洛或由他派遣的使節從聖地帶來的。不久之後，弗澤萊的一位僧侶宣布在普羅旺斯聖馬克西姆（法語：St-Maximin）的一個地窖中發現了一個空石棺上的墓穴，這被視為聖玛利亚·玛达肋纳的墳墓，隨後墳墓的遺物被轉移韦兹莱修道院。在中世紀近三百年時間裡與和耶路撒冷、羅馬及聖地牙哥-德孔波斯特拉成為天主教信徒的重要朝聖地。
1146年，在教宗和法國國王路易七世的授意下，熙笃会的創始人伯爾納鐸在此為參加第二次十字军东征的十字军進行了佈道，1190年第三次十字军东征中，法國國王腓力二世和英國國王理查一世也是從韦兹莱隐修院出發。
韋茲萊大教堂衰落的開始恰逢於1279 年，人們在普羅旺斯的圣马克西曼-拉圣博姆發現疑似抹大拉的瑪麗亞的遺骨，這一發現得到了西西里島的安茹王朝卡洛二世的贊助，獲得了教廷的認可，因而削弱了韋茲萊作為歐洲抹大拉聖地的地位，瑪麗亞的聖物也被轉移到了聖馬克西曼拉-桑特博默。

隨著來此朝聖的教徒日趨減少。韋茲萊大教堂在百年戰爭中又受到重創，到了法國大革命時，韦兹莱隐修院更是遭到進一步破壞。直到1834 年，新任命的法國歷史建築委員會成員普羅斯佩·梅里美開始關注早已衰落的隐修院後，在1840年將其列入保護名單才得以有修復的機會，並在1840 年至 1861 年間分幾個階段進行了修復，更換教堂大量早已風化和破壞的雕塑。

### 登錄世界遺產
1979年10月26日，韦兹莱隐修院以「韦兹莱教堂和山丘」名義被聯合國教科文組織世界遺產委員會批准作為文化遺產列入《世界遺產名錄》，編號84號，認為其滿足以下兩個獲選條件：
1. 韦兹莱隐修院是勃艮第地區羅馬式藝術的傑作。其中中央中殿（1120-1140）由雙色拱肋有效地點綴著，裝飾著一系列風格獨特主題多樣的柱頭。它的雕刻入口位於中殿和門廳之間，最著名的是“使徒的使命”的鼓室，使它成為西方羅馬式藝術的主要紀念碑之一。（文化遗产标准一）；
2. 韦兹莱隐修院在 12 世紀作為重要的天主教朝聖地，曾經歷了重要的皇室婚禮至十字軍東征等各種歷史事件的關鍵場景。（文化遗产标准四）；

## 建築設計

### 結構、主要尺寸
- 長度: 120（390英尺）
- 前庭寬度: 32（105英尺） / 23.5（77英尺）
- 中殿: 長62.50（205.1英尺）;高18.55（60.9英尺）; 寬 23.25（76.3英尺）
- 聖米歇爾塔高度: 38（125英尺）
- 聖安東尼塔高度: 35（115英尺）

### 形式及風格
韦兹莱隐修院為羅馬式建築，該教堂由三大部分組成：西邊的立面前廊設有三扇雕刻精美的大門，南面上講述耶穌的童年，北面則描繪他受難的最後階段，中殿之門（法語：Le portail central）則是最為華麗的區域，龕楣則上雕刻著“最後的審判”，並描繪了對十字軍使命的基督教寓言，充分展現該建築的獨特性。

隐修院東邊是由哥特式風格的耳堂、祭壇以及祭壇周圍迴廊組成。中殿則為典型長方形的廊柱格局，拱廊和柱子上雕刻著聖經寓言故事和宗教場景。當時的建造者特意對窗口的位置進行了設計，使得陽光正好投射到室內所有區域，而投射到中殿地上的九條投射光線，則整齊的排列在大殿中心位置。

## 圖片

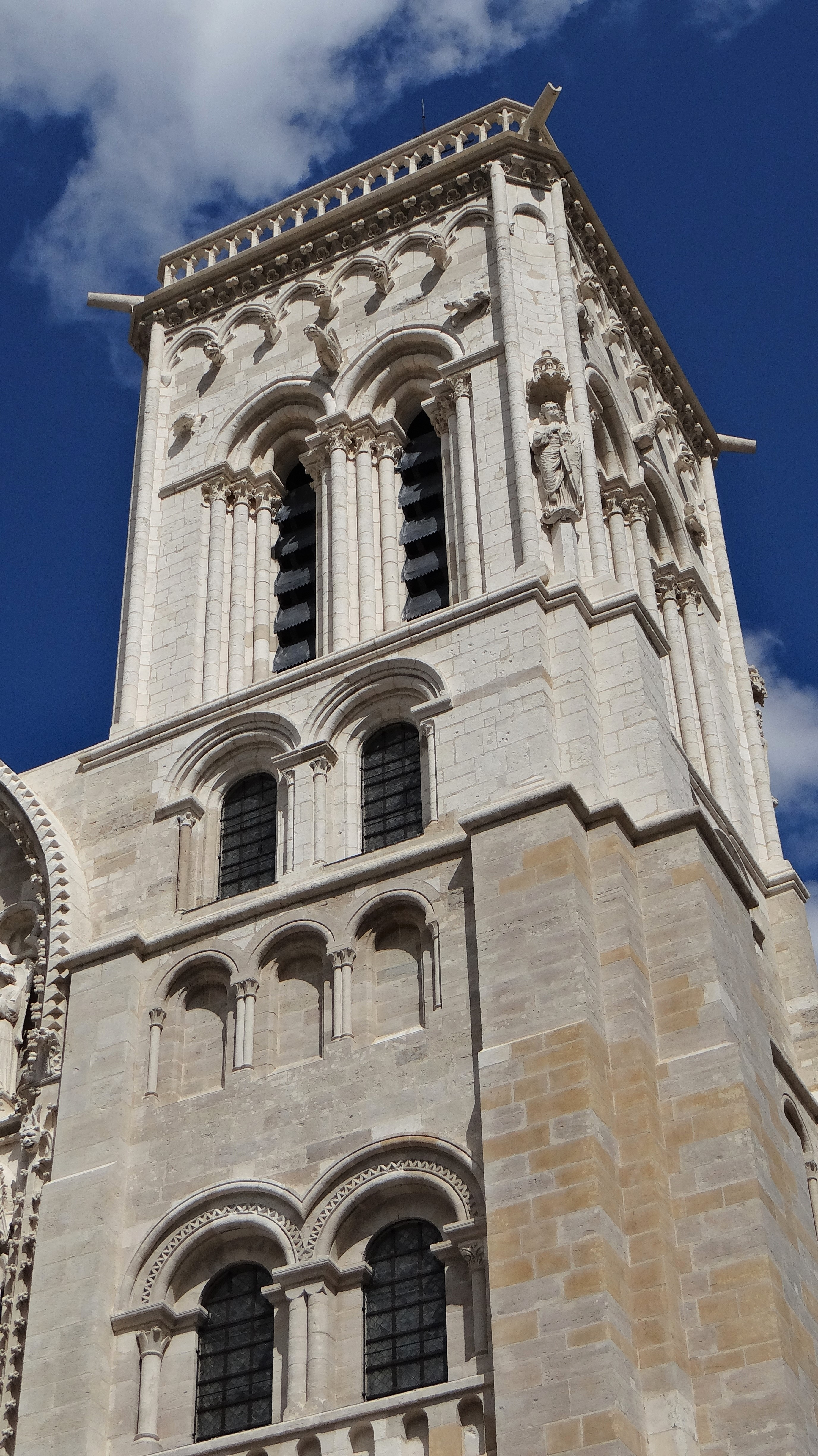
聖米歇爾塔
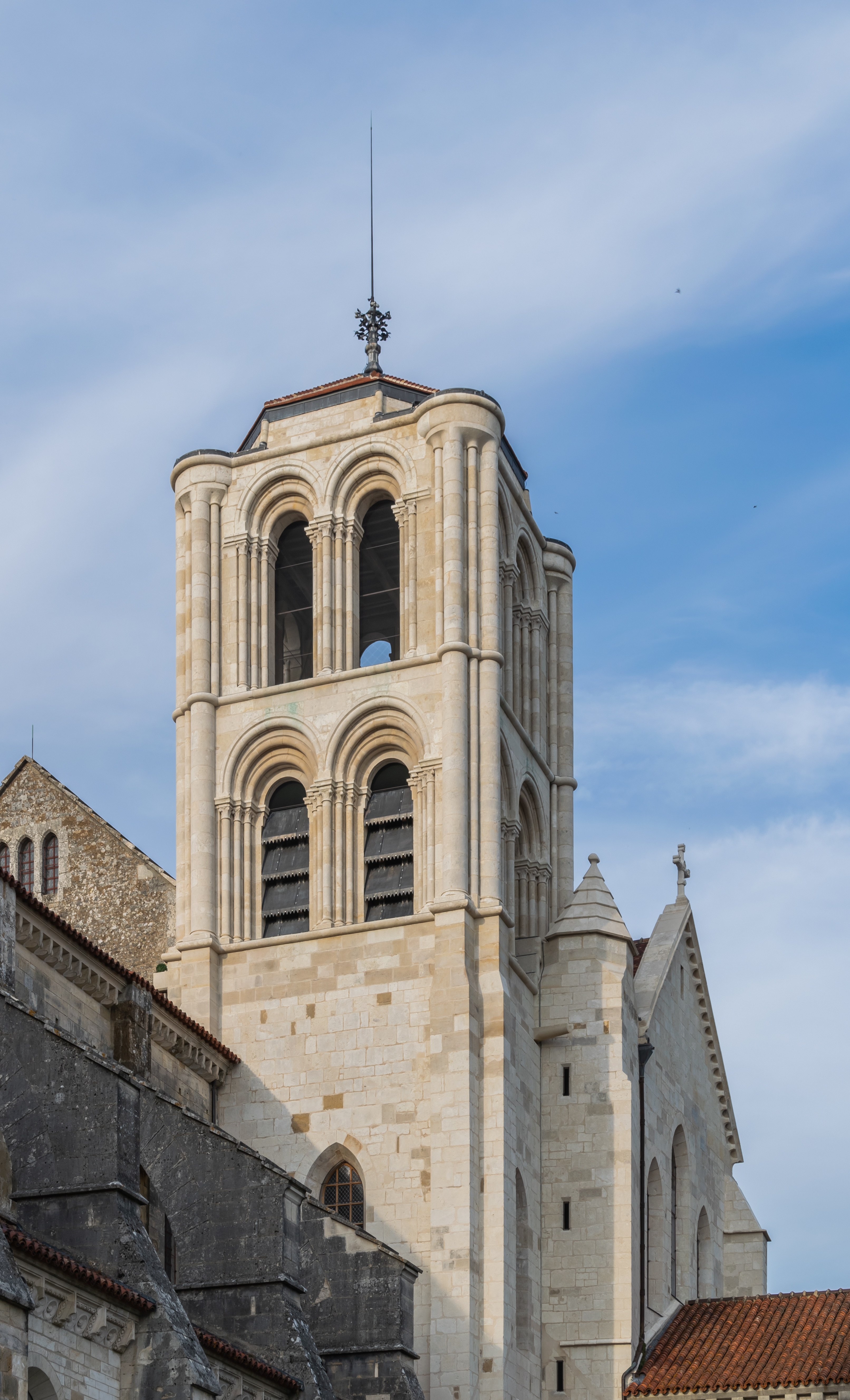
聖安東尼塔
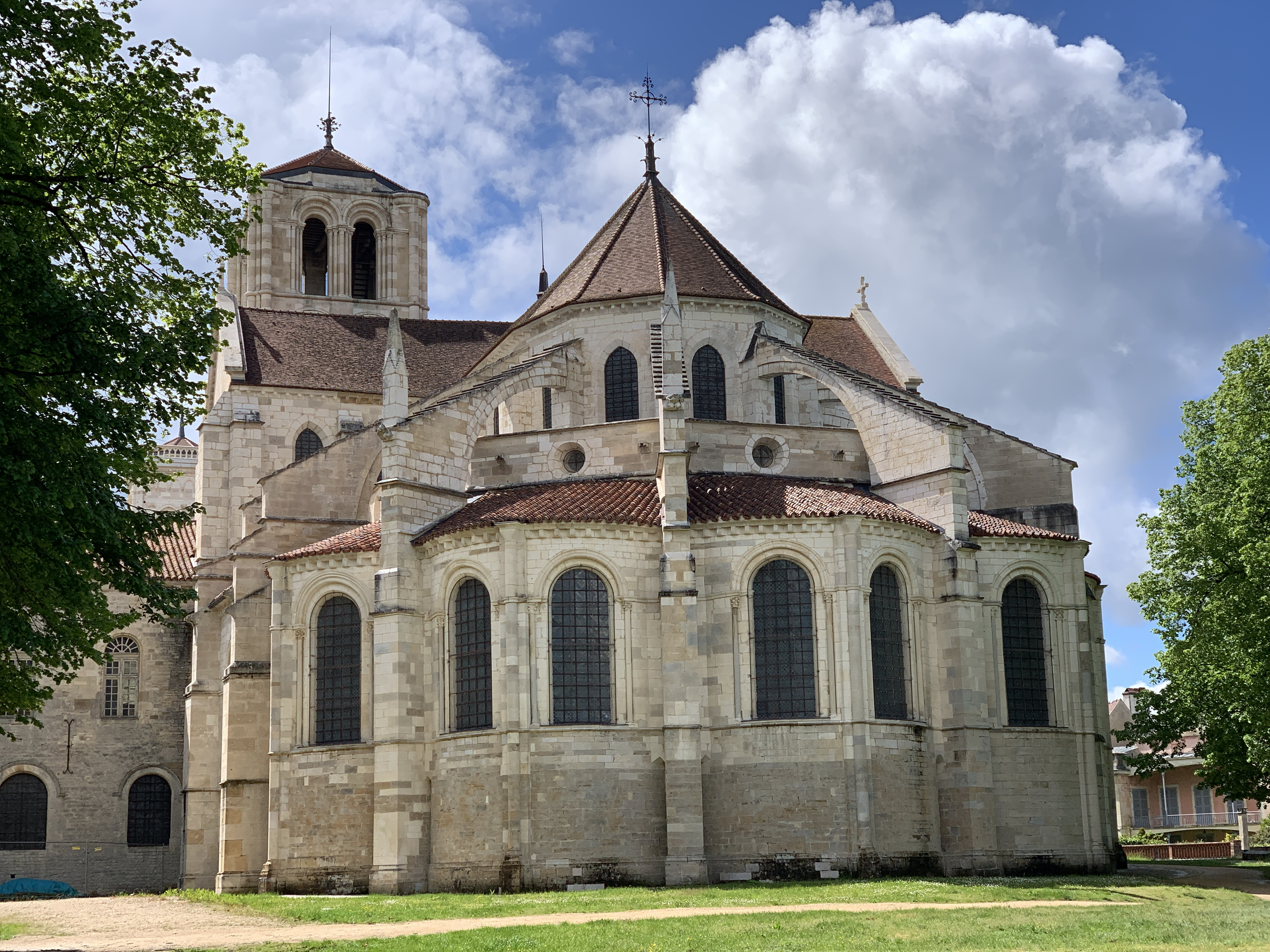
韋茲萊隱修院的後殿
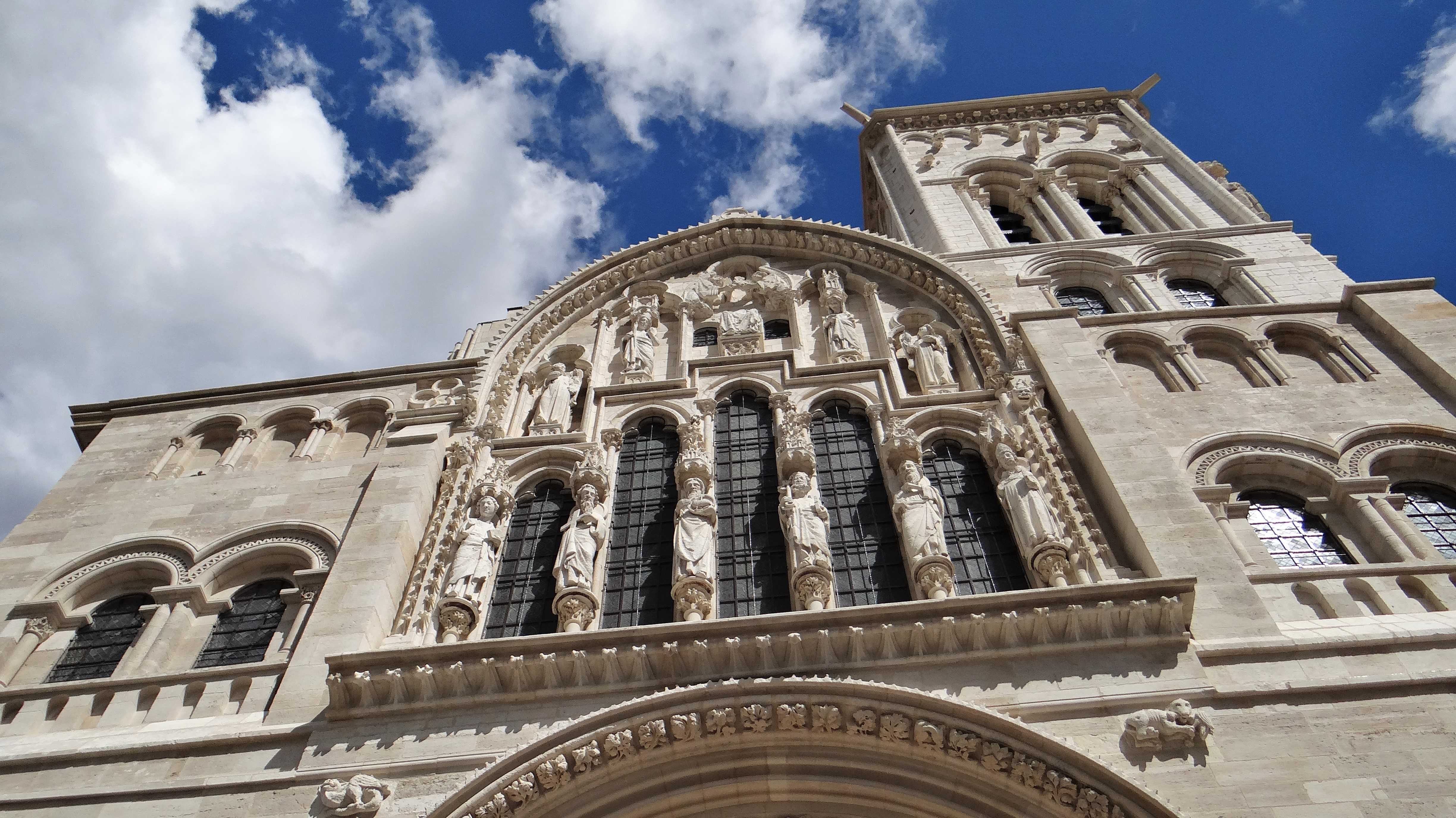
韋茲萊隱修院立面

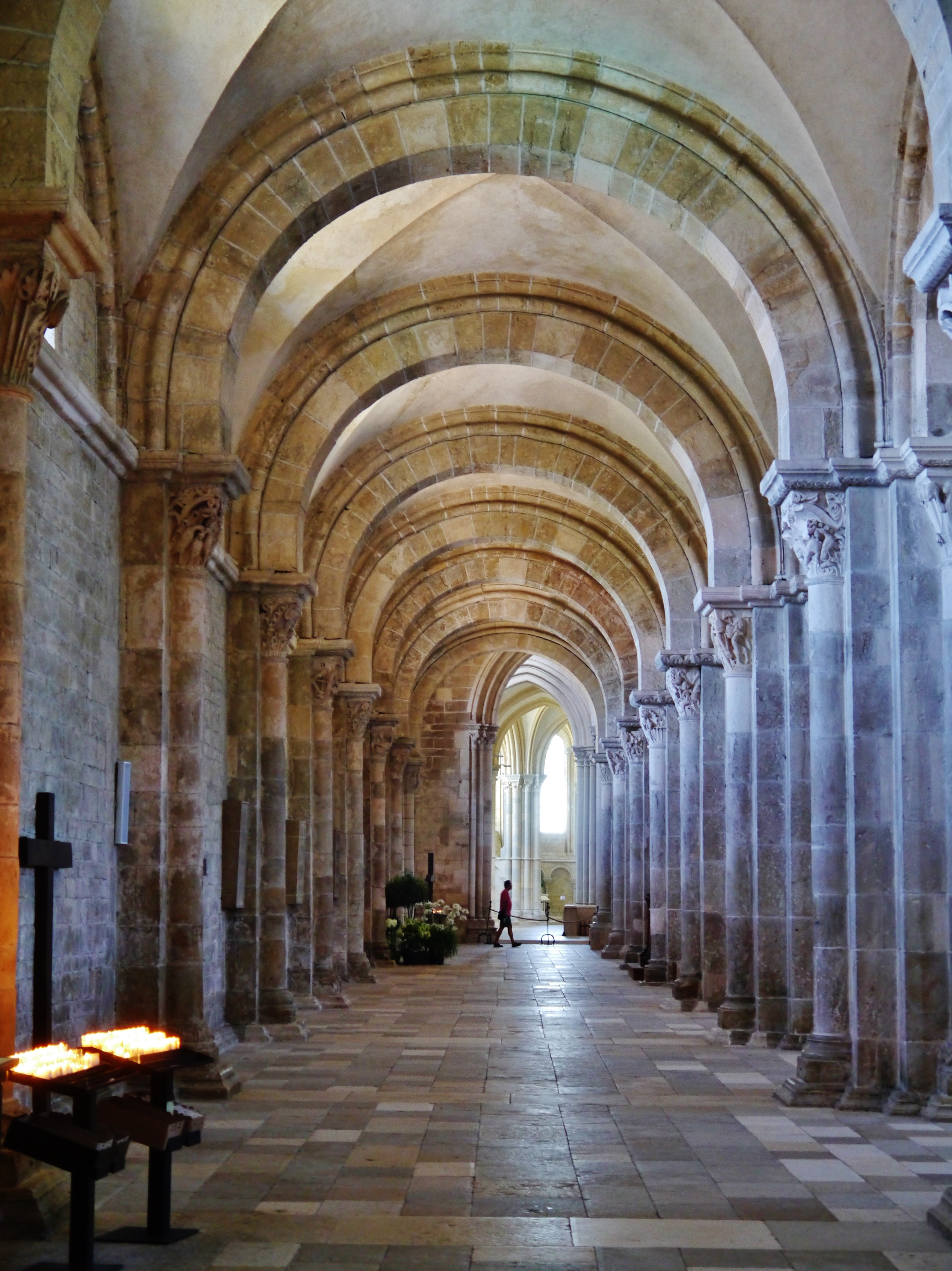
走道
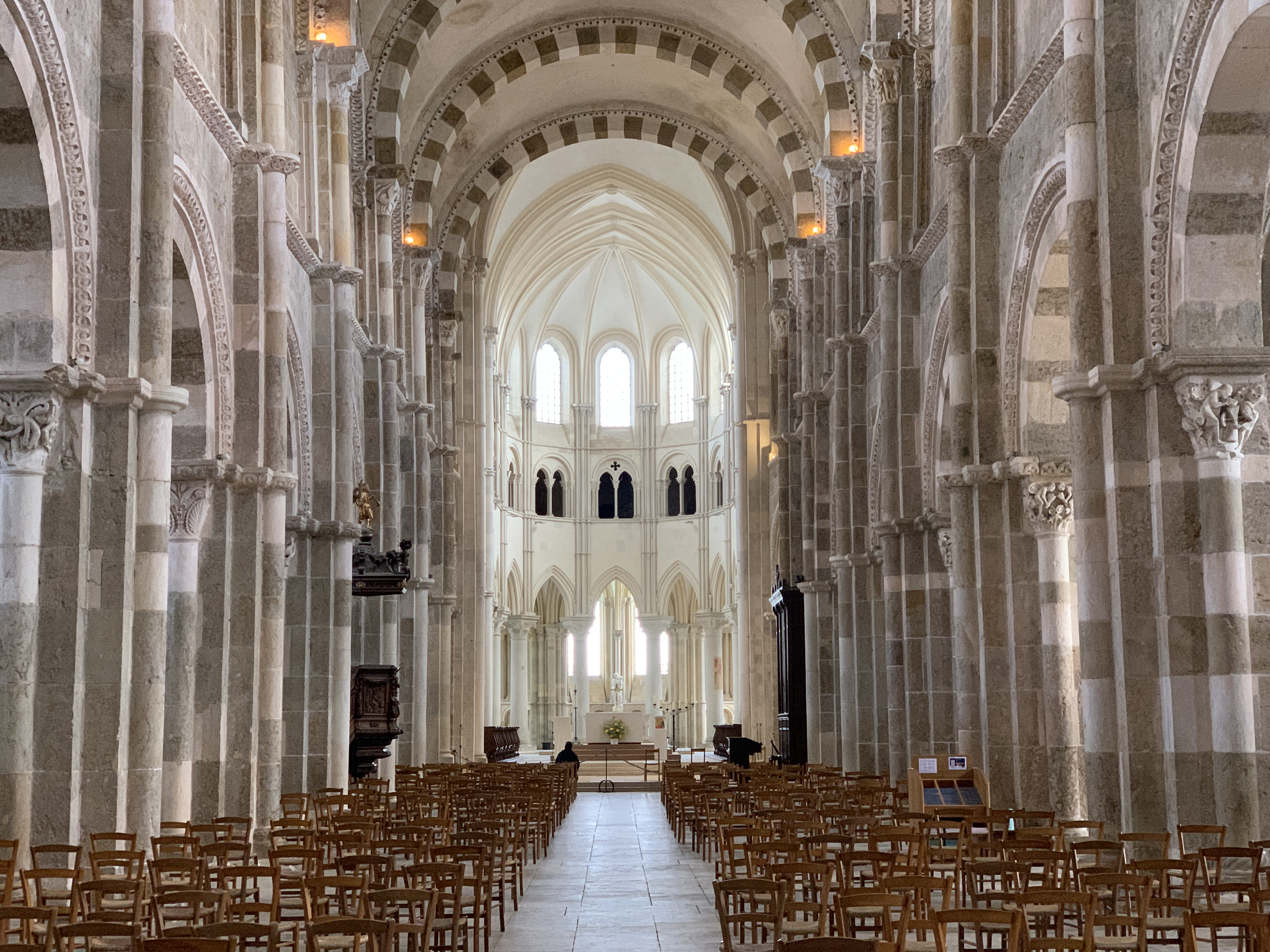
內殿
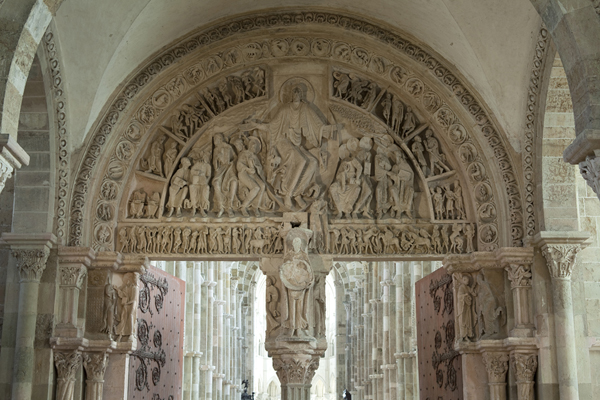
中殿之門的龕楣
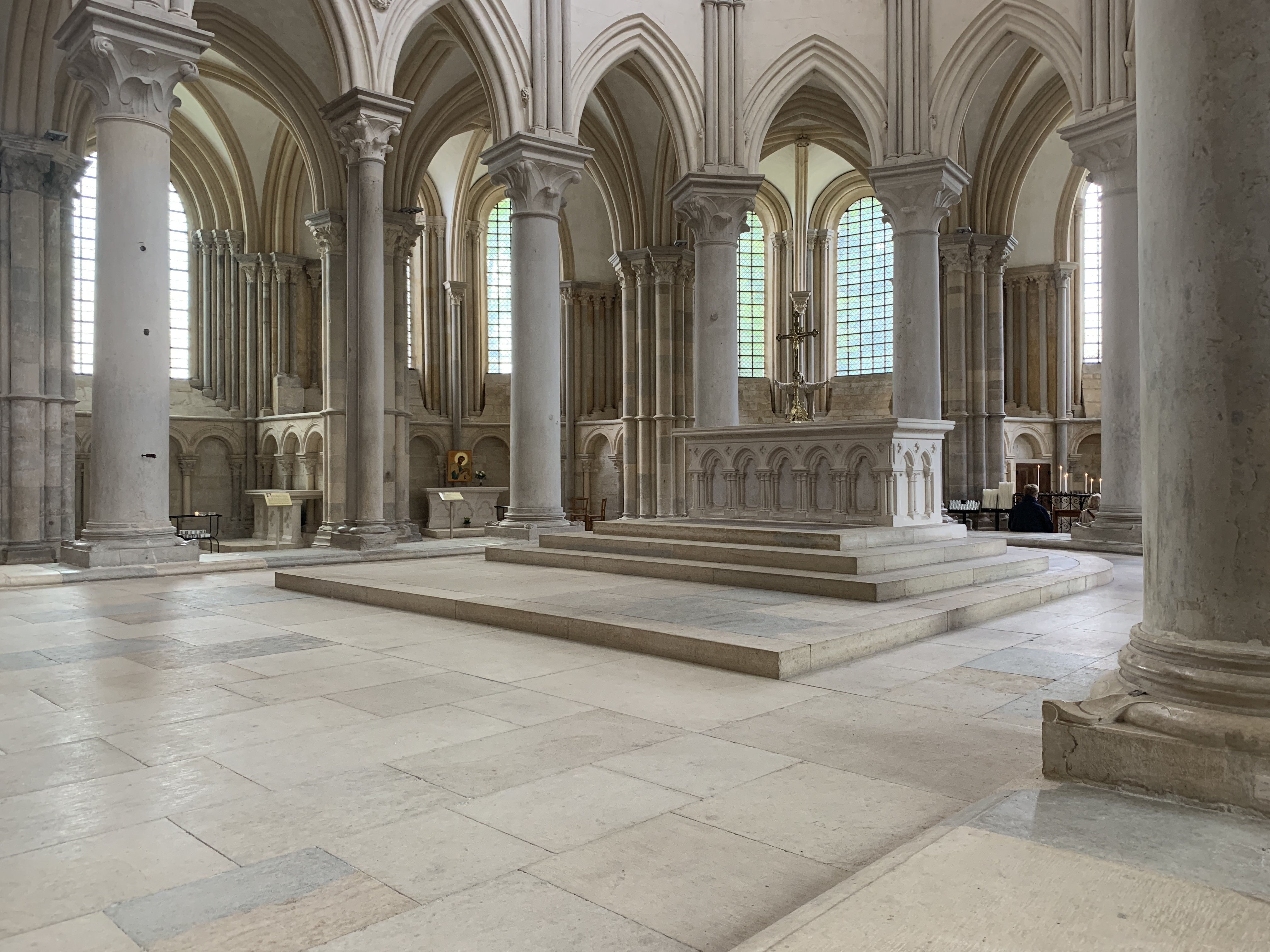
韋茲萊隱修院祭壇

### 引用
1. ↑  . UNESCO World Heritage Centre. United Nations Educational, Scientific, and Cultural Organization.   [9 October 2021]. （原始内容存档于2017-07-11）.
2. ↑  The primary source for the history of Vézelay is a codex compiled in the twelfth century, containing the abbey's annals, a cartulary, a history of the early counts of Nevers, and much besides, in the Bibliothèque municipale, Auxerre, MS 227; it was edited by R. B. C. Huygens, in his magisterial Monumenta Vizeliacensia: Textes relatifs à l'histoire de l'abbaye de Vézelay (Corpus Christianorum) Turnhout, Belgium, 1976.
3. ↑  Susan Haskins. . Random House. 30 September 2011: 115–118. ISBN 978-1-4464-9942-9.
4. ↑  This occasioned the compiling of the codex now at Auxerre.
5. 1 2  Kline, Naomi Reed. . see footnote on cited page for Katzenellenbogen article citation; (access is restricted on JSTOR). Boydell Press. 2003: 207  [6 August 2019]. ISBN 9780851159379. （原始内容存档于2021-10-28）.
6. ↑  The intervention of Viollet-le-Duc is briefly told in Kevin D. Murphy, Memory and Modernity: Viollet-le-Duc at Vézelay, 2000.
7. ↑  Hugues Delautre, Solstices à Vézelay, Zodiaque n° 122, Abbaye Sainte-Marie de la Pierre-qui-Vire (Yonne), Les ateliers de la Pierre-qui-Vire, dépôt légal 1240-3-79, October 1979, p. 1 to 6 (Renewed look at the church of La Madeleine) followed by p. 7 to 16 (Interview about the solstices lightings at Vézelay)
8. ↑  Delautre, Hugues; Gréal, Jacqueline. . Lescuyer, Lyon: Editions Franciscaines. 1981: 27–29. ISBN 2-85020-001-8. Cosmic architecture and the cult of light), translated in English, German, Spanish, Italian and Dutch.
9. ↑  Oursel, Raymond. . Abbaye Sainte-Marie de la Pierre-qui-Vire (Yonne): Editions Zodiaque. 1993: 21, 105–109. ISBN 2-7369-0203-3. The solar spots.
10. ↑  Voreux, Damien. . Edilarge: Editions Ouest-France. 1994: 15–18. ISBN 2-7373-1608-1. Plays of the stone and the sun.